# 300
300 (CCC na numeração romana) foi um ano bissexto, o último do século IV do Calendário Juliano, da Era de Cristo, teve início a uma segunda-feira  e terminou a uma terça-feira, as suas letras dominicais foram G e F (52 semanas)
| Ano completo                            |
| --------------------------------------- |
| Ano bissexto com início à segunda-feira |

## Acontecimentos
- O complexo arquitectónico templo-mausoléu céltico-romano é construído em Lullingstone, e, também, em Anderida (data aproximada).
- A bússola magnética para navegação é inventada na China (data aproximada).
- A Civilização Maia é estabelecida no que hoje é o Belize.
- Os Francos penetram no norte da Bélgica (data aproximada).
- Split é construída.
- Pedro de Alexandria torna-se Patriarca de Alexandria.
- O aço Wootz é produzido na Índia (data aproximada).
- Concílio de Elvira, o primeiro concílio peninsular referenciado.

## Nascimentos
- Asanga, fundador do idealismo Yogacara, no âmbito do Budismo Mahayana. (data aproximada)
- Hilário de Poitiers (data aproximada)

## Mortes
- Esporo de Niceia, matemático grego e astrónomo (data aproximada)